# Gare d'Itoigawa
La gare d'Itoigawa (糸魚川駅, Itoigawa-eki) est une gare ferroviaire située à Itoigawa, dans la préfecture de Niigata au Japon. Elle est exploitée par la West Japan Railway Company (JR West) et la Echigo Tokimeki Railway.

## Situation ferroviaire
Gare d'échange, la gare d'Itoigawa est située au point kilométrique (PK) 213,9 de la ligne Shinkansen Hokuriku, au PK 105,4 de la ligne Ōito (terminus) et au PK 20,5 de la ligne Nihonkai Hisui (anciennement ligne principale Hokuriku).

## Histoire
La gare d'Itoigawa a été inaugurée le 16 décembre 1912. Depuis le 14 mars 2015, la gare est desservie par la ligne Shinkansen Hokuriku.

## Service des voyageurs

### Accueil
La gare dispose d'un bâtiment voyageurs, avec guichets, ouvert tous les jours de 6h30 à 22h45.

### Desserte
- Ligne Nihonkai Hisui :
  - voies 1 et 2 : direction Naoetsu
  - voies 2 et 3 : direction Ichiburi
- Ligne Ōito :
  - voie 4 : direction Minami-Otari
- Ligne Shinkansen Hokuriku :
  - voie 11 : direction Nagano, Takasaki et Tokyo
  - voie 12 : direction Kanazawa et Tsuruga